# Geranium meridense
Geranium meridense là một loài thực vật có hoa trong họ Mỏ hạc. Loài này được Pittier mô tả khoa học đầu tiên năm 1929.